# Paço Episcopal de Pinhel
O antigo Paço Episcopal de Pinhel situa-se no Largo dos Combatentes da Grande Guerra, na cidade de Pinhel, Portugal.
Remontando à criação do Bispado de Pinhel, em 1770, a construção do Paço Episcopal data do período de 1783 a 1797, sendo Bispo D. José de António Pinto de Mendonça Arrais. O edifício pombalino possui características da arquitetura barroca, de uma forma classicista, em planta quadrangular retangular.
Em setembro de 1882 extingue-se a Diocese de Pinhel, sendo o paço comprado pela Câmara Municipal de Pinhel, no período datado de 1883 a 1887. No ano seguinte, instala-se neste edifício o Regimento de Infantaria 24 e, em 1938, a Biblioteca Pública.
Em 1940, instalam-se no paço a GNR e a PSP. Em 1954 instala-se o Colégio da Beira e, em 1972, o Liceu. Em 1990, a Câmara Municipal de Pinhel doa o edifício do Paço Episcopal ao Instituto de Apoio Socio-Educativo de Pinhel.
Atualmente, o antigo Paço Episcopal acolhe a Casa da Cultura, inaugurada em agosto de 2014, que permite cativar os turistas a visitar a cidade. Este espaço acolhe o Museu Municipal (no rés-do-chão) e o Museu José Manuel Soares (no 1º piso), onde se encontram expostas as obras deste autor, alusivas à sua vida e à história de Portugal.